# Bill Sharkey's Last Game
Pour plus de détails, voir Fiche technique et Distribution.
Bill Sharkey's Last Game est un film américain de 1909 réalisé par D. W. Griffith et mettant en vedette Harry Carey dans son premier film. Le film a été produit par la Biograph Company.

## Distribution
- Harry Carey